# Campionato europeo FIBA dei piccoli stati 2014
Il Campionato europeo FIBA dei piccoli stati 2014 è stata la 15ª edizione del Campionato europeo FIBA dei piccoli stati. Il torneo si è svolto a Gibilterra ed è stato vinto dalla nazionale andorrana.

## Squadre partecipanti
Le sei nazioni partecipanti sono state divise in due gruppi, ognuno da tre squadre ciascuno.
Il sorteggio si è svolto il 1º dicembre 2014 a Freising, Germania.
| Gruppo A   | Gruppo B |
| ---------- | -------- |
| Andorra    | Galles   |
| Gibilterra | Malta    |
| San Marino | Scozia   |

## Sede delle partite
| Gibilterra | Gibilterra                 |
| Gibilterra | Tercentenary Sports Centre |
| Gibilterra | Capacità: 709              |

## Gironi di qualificazione

### Gruppo A
| Pos | Squadra        | G | V | P | PF  | PS  | DP  | Pt | Qualificazione                  |
| --- | -------------- | - | - | - | --- | --- | --- | -- | ------------------------------- |
| 1   | Andorra        | 2 | 2 | 0 | 166 | 95  | +71 | 4  | Qualificata alle semifinali     |
| 2   | San Marino     | 2 | 1 | 1 | 127 | 122 | +5  | 3  | Qualificate ai quarti di finale |
| 3   | Gibilterra (H) | 2 | 0 | 2 | 87  | 163 | −76 | 2  | Qualificate ai quarti di finale |

| Arbitri: | Luigi Lamonica Bernard Vassallo Andrew Smith |

|                   |            |                        |
| Colom 17          | Punti      | 16 Buxton              |
| Malet, Mofreita 3 | Assist     | 2 Britto, Gomez, Yeats |
| Gabriel 9         | Rimbalzi   | 15 Buxton              |
| David Eudal       | Allenatori | Jason McMahon          |

| Arbitri: | Vicente Bultó Gavin Williams Andrew Smith |

|               |            |                   |
| Buxton 12     | Punti      | 16 Raschi         |
| Buxton 2      | Assist     | 4 Casadei         |
| Buxton 13     | Rimbalzi   | 12 Raschi         |
| Jason McMahon | Allenatori | Sergio Del Bianco |

| Arbitri: | Miguel Ángel Pérez Niz Bernard Vassallo Andrew Smith |

|                   |            |             |
| Liberti 10        | Punti      | 20 Casals   |
| Casadei 2         | Assist     | 4 Fernàndez |
| Zanotti 8         | Rimbalzi   | 7 Colom     |
| Sergio Del Bianco | Allenatori | David Eudal |

### Gruppo B
| Pos | Squadra | G | V | P | PF  | PS  | DP  | Pt | Qualificazione                  |
| --- | ------- | - | - | - | --- | --- | --- | -- | ------------------------------- |
| 1   | Malta   | 2 | 2 | 0 | 180 | 157 | +23 | 4  | Qualificata alle semifinali     |
| 2   | Scozia  | 2 | 1 | 1 | 172 | 149 | +23 | 3  | Qualificate ai quarti di finale |
| 3   | Galles  | 2 | 0 | 2 | 137 | 183 | −46 | 2  | Qualificate ai quarti di finale |

| Arbitri: | Miguel Ángel Pérez Niz Francis Santos Igor Esteve |

|                |            |              |
| Deguara 25     | Punti      | 23 Collins   |
| Schembri 6     | Assist     | 5 Bunyan     |
| Deguara 11     | Rimbalzi   | 10 Collins   |
| Paolo Di Fonzo | Allenatori | Iain MacLean |

| Arbitri: | Luigi Lamonica Francis Santos Gian Luigi Giancecchi |

|                    |            |                          |
| Adorian, Cleary 14 | Punti      | 13 Pearce                |
| Glass 5            | Assist     | 2 Seeley                 |
| Cleary 8           | Rimbalzi   | 5 Bajwa, Edwards, Pearce |
| Iain MacLean       | Allenatori | Chris Horrocks           |

| Arbitri: | Vicente Bultó Gian Luigi Giancecchi Igor Esteve |

|                    |            |                |
| Seeley 24          | Punti      | 25 Jackson     |
| Seeley 4           | Assist     | 4 Naudi        |
| Pearce, Williams 7 | Rimbalzi   | 22 Deguara     |
| Chris Horrocks     | Allenatori | Paolo Di Fonzo |

## Fase ad eliminazione diretta
|  | Quarti di finale | Quarti di finale | Quarti di finale |            |    | Semifinali         | Semifinali         | Semifinali         |  |  | Finale             | Finale             | Finale             |
|  |                  |                  |                  |            |    |                    |                    |                    |  |  |                    |                    |                    |
|  |                  |                  |                  |            |    |                    | Andorra            | 84                 |  |  |                    |                    |                    |
|  |                  | Scozia           | 55               |            |    |                    | Andorra            | 84                 |  |  |                    |                    |                    |
|  |                  | Scozia           | 55               | Scozia     | 63 |                    |                    |                    |  |  |                    |                    |                    |
|  |                  | Gibilterra       | 32               | Scozia     | 63 |                    |                    |                    |  |  |                    |                    |                    |
|  |                  |                  |                  |            |    |                    |                    |                    |  |  |                    | Andorra            | 66                 |
|  |                  |                  |                  |            |    |                    |                    |                    |  |  |                    | Andorra            | 66                 |
|  |                  |                  |                  |            |    |                    |                    |                    |  |  |                    | Malta              | 63                 |
|  |                  |                  |                  |            |    |                    | Malta              | 89                 |  |  |                    | Malta              | 63                 |
|  |                  | San Marino       | 62               |            |    |                    | Malta              | 89                 |  |  |                    |                    |                    |
|  |                  | San Marino       | 62               | San Marino | 68 |                    |                    |                    |  |  |                    |                    |                    |
|  |                  | Galles           | 55               | San Marino | 68 |                    |                    |                    |  |  |                    |                    |                    |
|  |                  | Galles           | 55               |            |    |                    |                    |                    |  |  |                    |                    |                    |
|  |                  |                  |                  |            |    | Finale 5º-6º posto | Finale 5º-6º posto | Finale 5º-6º posto |  |  | Finale 3º-4º posto | Finale 3º-4º posto | Finale 3º-4º posto |
|  |                  |                  |                  |            |    |                    |                    |                    |  |  |                    |                    |                    |
|  |                  |                  |                  |            |    |                    | Galles             | 66                 |  |  |                    | Scozia             | 67                 |
|  |                  |                  |                  |            |    |                    | Gibilterra         | 59                 |  |  |                    | San Marino         | 55                 |

### Quarti di finale
| Arbitri: | Miguel Angel Perez Niz Bernard Vassallo Francis Santos |

|                   |            |                |
| Raschi 13         | Punti      | 14 Cope        |
| Casadei 3         | Assist     | 6 Seeley       |
| Raschi 13         | Rimbalzi   | 9 Pearce       |
| Sergio Del Bianco | Allenatori | Chris Horrocks |

| Arbitri: | Luigi Lamonica Gavin Williams Igor Esteve Malmierca |

|                         |            |               |
| Nicol, Reilly 9         | Punti      | 17 Buxton     |
| Bennett, Glass, Nicol 2 | Assist     | 1 Yeats       |
| Nicol 8                 | Rimbalzi   | 8 Buxton      |
| Iain MacLean            | Allenatori | Jason McMahon |

### Semifinali
| Arbitri: | Luigi Lamonica Gavin Williams Andrew Smith |

|                         |            |                   |
| Jackson 23              | Punti      | 14 Gualtieri      |
| Said, Schembri, Vella 3 | Assist     | 2 Raschi          |
| Deguara 13              | Rimbalzi   | 6 Raschi          |
| Paolo Di Fonzo          | Allenatori | Sergio Del Bianco |

| Arbitri: | Vicente Bulto Miguel Angel Perez Niz Gian Luigi Giancecchi |

|             |            |                     |
| Colom 21    | Punti      | 15 Reilly           |
| Galera 4    | Assist     | 2 Reilly            |
| Casals 10   | Rimbalzi   | 5 Bunyan, Flockhart |
| David Eudal | Allenatori | Iain MacLean        |

### Finale 5º-6º posto
| Arbitri: | Miguel Ángel Pérez Niz Gian Luigi Giancecchi Igor Esteve |

|                 |            |                        |
| Rickwood 21     | Punti      | 16 Buxton              |
| Seeley 5        | Assist     | 2 Britto, Gomez, Yeats |
| Cope, Pearce 11 | Rimbalzi   | 10 Buxton              |
| Chris Horrocks  | Allenatori | Jason McMahon          |

### Finale 3º-4º posto
| Arbitri: | Vicente Bultó Bernard Vassallo Gavin Williams |

|              |            |                     |
| Collins 21   | Punti      | 14 Raschi           |
| Lodge 4      | Assist     | 3 Gualteri, Rossini |
| Cleary 17    | Rimbalzi   | 7 Biordi            |
| Iain MacLean | Allenatori | Sergio Del Bianco   |

### Finale
| Arbitri: | Luigi Lamonica Francis Santos Andrew Smith |

|             |            |                  |
| Galera 24   | Punti      | 19 Jackson       |
| Malet 2     | Assist     | 2 Jackson, Vella |
| Galera 7    | Rimbalzi   | 14 Deguara       |
| David Eudal | Allenatori | Paolo Di Fonzo   |

## Classifica finale
| Campione | Campione | Campione | |
| -------- | --- | --- | --- |
| Oro      | Andorra4 Literas Riera, 5 Isern, 6 Malet Salto, 7 Galera, 8 Mofreita, 9 Fernandez, 10 Colom, 11 Marin, 12 Farfan, 13 De Oliveira, 14 Gabriel, 15 Casals, All. David Eudal | Andorra4 Literas Riera, 5 Isern, 6 Malet Salto, 7 Galera, 8 Mofreita, 9 Fernandez, 10 Colom, 11 Marin, 12 Farfan, 13 De Oliveira, 14 Gabriel, 15 Casals, All. David Eudal | Andorra4 Literas Riera, 5 Isern, 6 Malet Salto, 7 Galera, 8 Mofreita, 9 Fernandez, 10 Colom, 11 Marin, 12 Farfan, 13 De Oliveira, 14 Gabriel, 15 Casals, All. David Eudal |
| Argento  | Malta | Malta4 Naudi, 5 Vella, 6 Pace, 7 Bugeja, 8 Schembri, 9 Shoults, 10 Said, 11 Jackson, 12 Sultana, 13 Falzon, 14 Axiaq, 15 Deguara, All. Paolo Di Fonzo                     | |
| Bronzo   | Scozia | Scozia4 Glass, 5 Lodge, 6 Bennett, 7 Costello, 8 Reilly, 9 Bunyan, 10 Dover, 11 Nicol, 12 Cleary, 13 Collins, 14 Flockhart, 15 Adorian, All. Iain MacLean                 | |
| 4.       | San Marino | San Marino4 Macina, 5 Zanotti, 6 Gualtieri, 7 Moretti, 8 De Biagi, 9 Cardinali, 10 Rossini, 11 Raschi, 12 Liberti, 13 Casadei, 14 Olmo, 15 Biordi, All. Sergio Del Bianco | |
| 5.       | Galles | Galles4 Seeley, 5 Lord, 6 Bajwa, 7 Dawe, 8 Pearce, 9 Williams, 10 Cope, 11 Rickwood, 12 Nickson, 13 Potts, 14 Rothwell, 15 Borde, All. Chris Horrocks                     | |
| 6.       | Gibilterra | Gibilterra4 Sercombe, 5 Gomez, 6 Felice, 7 Britto, 8 García, 9 Turner, 10 Yeats, 11 Barratt, 12 Buxton, 13 Alecio, 14 Noon, 15 Cassaglia, All. Jason McMahon              | |